# Nigeria aux Jeux olympiques d'été de 2012
Le Nigeria participe aux Jeux olympiques d'été de 2012 à Londres, au Royaume-Uni, du 27 juillet au 12 août de cette même année pour sa 15e fois à des Jeux d'été.

## Athlétisme
Les athlètes du Nigeria ont jusqu'ici atteint les minima de qualification dans les épreuves d'athlétisme suivantes (pour chaque épreuve, un pays peut engager trois athlètes à condition qu'ils aient réussi chacun les minima A de qualification, un seul athlète par nation est inscrit sur la liste de départ si seuls les minima B sont réussis), :
hommes
Courses
| Athlète            | Épreuve     | Séries       | Séries | Quarts de finale | Quarts de finale | Demi-finales | Demi-finales | Finale   | Finale |
| Athlète            | Épreuve     | Résultat     | Rang   | Résultat         | Rang             | Résultat     | Rang         | Résultat | Rang   |
| ------------------ | ----------- | ------------ | ------ | ---------------- | ---------------- | ------------ | ------------ | -------- | ------ |
| Noah Akwu          | 200 m       | 20 s 67      | 25     | NC               | NC               | -            | -            | -        | -      |
| Ogho-Oghene Egwero | 100 m       | exempt       | exempt | 10 s 38          | 40               | -            | -            | -        | -      |
| Peter Emelieze     | 100 m       | exempt       | exempt | 10 s 22 (MS)     | 22               | -            | -            | -        | -      |
| Obinna Metu        | 100 m       | exempt       | exempt | 10 s 35          | 38               | -            | -            | -        | -      |
| Amaechi Morton     | 400 m haies | 49 s 34      | 16     | NC               | NC               | DQ           | -            | -        | -      |
| Selim Nurudeen     | 110 m haies | 13 s 51 (MP) | 16     | NC               | NC               |              |              |          |        |

Concours
| Athlète          | Épreuve          | Qualification | Qualification | Finale   | Finale |
| Athlète          | Épreuve          | Distance      | Rang          | Distance | Rang   |
| ---------------- | ---------------- | ------------- | ------------- | -------- | ------ |
| Stanley Gbagbeke | Saut en longueur | 7,59 m        | 27            | -        | -      |
| Tosin Oke        | Triple saut      | 16,83 m       | 9             |          |        |

Femmes
Courses
| Athlète                                                                                    | Épreuve          | Séries   | Séries  | Quarts de finale | Quarts de finale | Demi-finales | Demi-finales | Finale   | Finale |
| Athlète                                                                                    | Épreuve          | Résultat | Rang    | Résultat         | Rang             | Résultat     | Rang         | Résultat | Rang   |
| ------------------------------------------------------------------------------------------ | ---------------- | -------- | ------- | ---------------- | ---------------- | ------------ | ------------ | -------- | ------ |
| Seun Adigun                                                                                | 100 m haies      | 13 s 56  | 33      | NC               | NC               | -            | -            | -        | -      |
| Gloria Asumnu                                                                              | 100 m            | exempte  | exempte | 11 s 13          | 16               | 11 s 21      | 13           | -        | -      |
| Gloria Asumnu                                                                              | 200 m            | 23 s 43  | 35      | NC               | NC               | -            | -            | -        | -      |
| Regina George                                                                              | 400 m            | 51 s 24  | 10      | NC               | NC               | 51 s 35      | 11           | -        | -      |
| Muizat Ajoke Odumosu                                                                       | 400 m haies      | 54 s 93  | 10      | NC               | NC               | 54 s 40 (RN) | 6            |          |        |
| Blessing Okagbare                                                                          | 100 m            | exempte  | exempte | 10 s 93 (MP)     | 2                | 10 s 92 (MP) | 4            | 11 s 01  | 8      |
| Omolara Omotosho                                                                           | 400 m            | 52 s 11  | 20      | NC               | NC               | 51 s 41      | 13           | -        | -      |
| Oludamola Osayomi                                                                          | 100 m            | exempte  | exempte | 11 s 36          | 29               | -            | -            | -        | -      |
| Christy Udoh                                                                               | 200 m            | 23 s 19  | 25      | NC               | NC               | -            | -            | -        | -      |
| Gloria Asumnu Isokan Igbinosun Blessing Okagbare Oludamola Osayomi Christy Udoh            | Relais 4 × 100 m |          |         | NC               | NC               | NC           | NC           |          |        |
| Endurance Abinuwa Bukola Abogunloko Margaret Etim Regina George Omolara Omotosho Idara Otu | Relais 4 × 400 m |          |         | NC               | NC               | NC           | NC           |          |        |

Concours
| Athlète           | Épreuve          | Qualification | Qualification | Finale   | Finale |
| Athlète           | Épreuve          | Distance      | Rang          | Distance | Rang   |
| ----------------- | ---------------- | ------------- | ------------- | -------- | ------ |
| Doreen Amata      | Saut en hauteur  |               |               |          |        |
| Blessing Okagbare | Saut en longueur | 6,34 m        | 17            | -        | -      |

Combinés – Heptathlon
| Athlète         | Épreuve  | 100 H   | SH     | LP      | 200 m   | SL     | LJ  | 800 m | Total | Rang |
| --------------- | -------- | ------- | ------ | ------- | ------- | ------ | --- | ----- | ----- | ---- |
| Uhunoma Osazuwa | Résultat | 13 s 46 | 1,77 m | 12,77 m | 24 s 62 | 5,74 m | DNS | DNS   | DNF   | -    |
| Uhunoma Osazuwa | Points   | 1056    | 941    | 712     | 922     | 771    | -   | -     | DNF   | -    |

## Basket-ball

### Tournoi masculin
Classement
| # | Équipe     | Pts | GP | P | PP  | PC  | Diff |
| - | ---------- | --- | -- | - | --- | --- | ---- |
| 1 | États-Unis | 10  | 5  | 0 | 589 | 398 | +191 |
| 2 | France     | 9   | 4  | 1 | 376 | 378 | -2   |
| 3 | Argentine  | 8   | 3  | 2 | 448 | 424 | +24  |
| 4 | Lituanie   | 7   | 2  | 3 | 395 | 399 | -4   |
| 5 | Nigeria    | 6   | 1  | 4 | 338 | 456 | -118 |
| 6 | Tunisie    | 5   | 0  | 5 | 320 | 411 | -91  |

|  | Qualifié pour les quarts de finale                                                                        |
|  | Pts points ; G victoires ; P défaites PP points marqués ; PC points encaissés ; Diff différence de points |

Matchs
| 29 juillet   | Nigeria | 60-56   | Tunisie | Basketball Arena, Londres   |                             |
| 09 h 00 CEST |         | (31-15) |         | Arbitrage : Ilija Belosevic | Arbitrage : Ilija Belosevic |

| 31 juillet   | Lituanie | 72-53   | Nigeria | Basketball Arena, Londres     |                               |
| 14 h 30 CEST |          | (34-27) |         | Arbitrage : Cristiano Maranho | Arbitrage : Cristiano Maranho |

| 2 août       | États-Unis | 156-73  | Nigeria | Basketball Arena, Londres |                          |
| 22 h 15 CEST |            | (78-45) |         | Arbitrage : Juan Arteaga  | Arbitrage : Juan Arteaga |

| 4 août       | Nigeria | 79-93   | Argentine | Basketball Arena, Londres     |                               |
| 22 h 15 CEST |         | (37-57) |           | Arbitrage : Maranho Cristiano | Arbitrage : Maranho Cristiano |

| 6 août       | France | 79-73   | Nigeria | Basketball Arena, Londres  |                            |
| 14 h 30 CEST |        | (41-30) |         | Arbitrage : Ankarali Recep | Arbitrage : Ankarali Recep |

## Boxe
Homme
| Athlète        | Épreuve            | 16e de finale               | 8e de finale        | Quart de finale     | Demi-finale         | Finale              | Finale |
| Athlète        | Épreuve            | Adversaire Résultat         | Adversaire Résultat | Adversaire Résultat | Adversaire Résultat | Adversaire Résultat | Rang   |
| -------------- | ------------------ | --------------------------- | ------------------- | ------------------- | ------------------- | ------------------- | ------ |
| Muideen Akanji | Moyens (-75 kg)    | Darren O'Neill (IRL) 6-15   | -                   | -                   | -                   | -                   | -      |
| Lukmon Lawal   | Mi-lourds (-81 kg) | Ihab Al-Matbouli (JOR) 7-19 | -                   | -                   | -                   | -                   | -      |

Femme
| Athlète     | Épreuve            | 8e de finale                 | Quart de finale              | Demi-finale         | Finale              | Finale |
| Athlète     | Épreuve            | Adversaire Résultat          | Adversaire Résultat          | Adversaire Résultat | Adversaire Résultat | Rang   |
| ----------- | ------------------ | ---------------------------- | ---------------------------- | ------------------- | ------------------- | ------ |
| Edith Ogoke | Mi-lourds (-75 kg) | Elena Vystropova (AZE) 14-12 | Nadezda Torlopova (RUS) 8-18 | -                   | -                   | -      |

## Canoë-kayak

### Slalom
| Athlète           | Compétition | Éliminatoires | Éliminatoires | Éliminatoires | Éliminatoires | Éliminatoires | Éliminatoires | Demi-finales | Demi-finales | Finale   | Finale |
| Athlète           | Compétition | Course 1      | Rang          | Course 2      | Rang          | Total         | Rang          | Résultat     | Rang         | Résultat | Rang   |
| ----------------- | ----------- | ------------- | ------------- | ------------- | ------------- | ------------- | ------------- | ------------ | ------------ | -------- | ------ |
| Jonathan Akinyemi | K1 hommes   | 104 s 70      | 20e           | 146 s 95      | 21e           | 104 s 70      | 21e           | -            | -            | -        | -      |

## Haltérophilie
L'haltérophilie masculine nigeriane est représentée par 2 athlètes.
Les haltérophiles nigerianes bénéficient d'une seule place chez les femmes pour ces JO.
| Athlète | Compétition | Arraché  | Épaulé-jeté | Total    |
| Athlète | Compétition | Résultat | Résultat    | Résultat |
| ------- | ----------- | -------- | ----------- | -------- |
| -77 kg  | Felix Ekpo  | 151      | 180         | 331 (8e) |

| Athlète | Compétition  | Arraché  | Épaulé-jeté | Total    |
| Athlète | Compétition  | Résultat | Résultat    | Résultat |
| ------- | ------------ | -------- | ----------- | -------- |
| +75 kg  | Maryam Usman | 129      | 0           | -        |

## Lutte
| Athlète           | Compétition    | Qualification       | Huitièmes de finale | Quarts de finale    | Demi-finales        | Repêchage 1         | Repêchage 2         | Finale              | Finale |
| Athlète           | Compétition    | Adversaire Résultat | Adversaire Résultat | Adversaire Résultat | Adversaire Résultat | Adversaire Résultat | Adversaire Résultat | Adversaire Résultat | Rang   |
| ----------------- | -------------- | ------------------- | ------------------- | ------------------- | ------------------- | ------------------- | ------------------- | ------------------- | ------ |
| Lutte libre       |                |                     |                     |                     |                     |                     |                     |                     |        |
| Andrew Adibo Dick | Moins de 84 kg |                     |                     |                     |                     |                     |                     |                     |        |
| Sinivie Boltic    | Moins de 96 kg |                     |                     |                     |                     |                     |                     |                     |        |

| Athlète                   | Compétition    | Qualification       | Huitièmes de finale | Quarts de finale    | Demi-finales        | Repêchage 1         | Repêchage 2         | Finale              | Finale |
| Athlète                   | Compétition    | Adversaire Résultat | Adversaire Résultat | Adversaire Résultat | Adversaire Résultat | Adversaire Résultat | Adversaire Résultat | Adversaire Résultat | Rang   |
| ------------------------- | -------------- | ------------------- | ------------------- | ------------------- | ------------------- | ------------------- | ------------------- | ------------------- | ------ |
| Lutte libre               |                |                     |                     |                     |                     |                     |                     |                     |        |
| Blessing Oborududu        | Moins de 63 kg |                     |                     |                     |                     |                     |                     |                     |        |
| Amarachi Favour Obiajunwa | Moins de 72 kg |                     |                     |                     |                     |                     |                     |                     |        |

## Taekwondo
Hommes
| Épreuves | Athlètes                   | Résultat |
| -------- | -------------------------- | -------- |
| -68 kg   | Isah Muhammad              |          |
| +91 kg   | Chika Yagazie Chukwumerije |          |

## Tennis de table
Hommes
| Athlète       | Compétition | Tour préliminaire                                      | 1er tour                                                                          | 2e tour                                                                | 3e tour          | 4e tour          | Quarts de finale | Demi-finales     | Finale           | Finale |
| Athlète       | Compétition | Adversaire Score                                       | Adversaire Score                                                                  | Adversaire Score                                                       | Adversaire Score | Adversaire Score | Adversaire Score | Adversaire Score | Adversaire Score | Rang   |
| ------------- | ----------- | ------------------------------------------------------ | --------------------------------------------------------------------------------- | ---------------------------------------------------------------------- | ---------------- | ---------------- | ---------------- | ---------------- | ---------------- | ------ |
| Quadri Aruna  | Simple      | exempt                                                 | Bat Carlos Machado (table tennis) (ESP) 4-2 (6-11, 11-6, 3-11, 13-11, 11-8, 11-6) | Battu par Bora Vang (TUR) 2-4 (11-6, 12-10, 10-12, 2-11, 10-12, 10-12) | -                | -                | -                | -                | -                | -      |
| Segun Toriola | Simple      | Bat Andre Ho (CAN) 4-1 (9-11, 11-5, 11-5, 11-5, 11-10) | Battu par Jörgen Persson (SWE) 1-4 (8-11, 7-11, 10-12, 11-9, 6-11)                | -                                                                      | -                | -                | -                | -                | -                | -      |

Femmes
| Athlète            | Compétition | Tour préliminaire                                                         | 1er tour                                                             | 2e tour          | 3e tour          | 4e tour          | Quarts de finale | Demi-finales     | Finale           | Finale |
| Athlète            | Compétition | Adversaire Score                                                          | Adversaire Score                                                     | Adversaire Score | Adversaire Score | Adversaire Score | Adversaire Score | Adversaire Score | Adversaire Score | Rang   |
| ------------------ | ----------- | ------------------------------------------------------------------------- | -------------------------------------------------------------------- | ---------------- | ---------------- | ---------------- | ---------------- | ---------------- | ---------------- | ------ |
| Offiong Edem (en)  | Simple      | Battue par Dina Meshreef (EGY) 2-4 (5-1, 11-2, 7-11, 12-10, 3-11, 3-11)   | -                                                                    | -                | -                | -                | -                | -                | -                | -      |
| Olufunke Oshonaike | Simple      | Bat Neda Shahsavari (IRI) 4-3 (11-13, 11-8, 11-8, 9-11, 11-4, 5-11, 11-3) | Battue par Wenling Tan Monfardini (ITA) 0-4 (7-11, 5-1, 10-12, 1-11) | -                | -                | -                | -                | -                | -                | -      |